# Milijarda ustaje
Milijarda ustaje (engleski: One Billion Rising, OBR) ili Milijarda ustaje protiv nasilja nad ženama i djevojčicama, je najveća globalna kampanja za okončanje svih oblika nasilja nad ženama, a pokrenuta je na inicijativu aktivistkinje i dramaturginje Eve Ensler. Kampanja je krenula 2012. godine kao dio pokreta V-Day. „Milijarda” se odnosi na statistiku Ujedinjenih naroda da će jedna od tri žene (odnosno, oko njih milijardu) tijekom života doživjeti seksualno ili fizičko nasilje.
Kampanja se odnosi na okončanje nasilja nad svim ženama, cisgender, transgender, i onim koje/i imaju fluidne identitete, a koji su podložni rodno utemeljenom nasilju.
Održava se svake godine u oko 200 zemalja, uz sudjelovanje brojnih organizacija, a koordinira je 45 globalnih koordinatorica. U Hrvatskoj kampanju Milijarda ustaje koordinira Rada Borić, feministička lingvistkinja i međunarodna aktivistkinja.

## Osnivanje
Kampanju je pokrenula dramaturginja i aktivistkinja Eve Ensler, poznata po drami Vaginini monolozi te organizaciji pokreta V-Day. Kampanja je djelomično inspirirana komentarima kongresmena Todda Akina, iz Missourija, o "legitimnom silovanju" i trudnoći. Šokirana Akinovim izjavama, Ensler je kao odgovor napisala otvoreno pismo.

## Kronologija

### 2012.
2012. godine kampanja Milijarda ustaje kulminirala je najvećom ikada održanom masovnom globalnom akcijom za okončanje nasilja nad ženama, s desecima tisuća održanih događaja. Pjevačica/kantautorica Tena Clark producirala je glazbeni spot pod nazivom "Break the Chain", koji je pratio kampanju.
Dana 20. rujna 2012. godine, sudionice i sudionici iz 160 zemalja su se prijavili za sudjelovanje u kampanji.
Oko 5000 organizacija pridružilo se kampanji, koju su također potpomogli ili podržali i vjerski službenici, aktivisti i graditelji pokreta, glumice i glumci Rosario Dawson, Robert Redford, te političarka Britanske radničke zadruge, Stella Creasy.
U video poruci posvećenoj Jyoti Singh, indijskoj studentici koja je umrla u prosincu nakon što ju je grupno silovalo šest muškaraca u autobusu u Delhiju, Anoushka Shankar je otkrila da ju je u djetinjstvu godinama zlostavljao bliski prijatelj njezinih roditelja. U poruci je rekla da ne vjeruje da će se ikada oporaviti od zlostavljanja koje je pretrpjela: „...kao žena često živim u strahu, bojim se hodati noću, bojim se odgovoriti muškarcu koji me pita koliko je sati, bojim se da ću biti osuđivana ili tretirana na razne načine na temelju toga kako se oblačim ili šminkam, i znate, dosta je bilo toga. Ustajem za žene poput Jyoti, za žene poput nje, s mojim nevjerojatnim sunarodnjakinjama, ustajem za dijete u sebi za koje mislim da se nikada neće u potpunosti oporaviti od onoga što joj se dogodilo.”

### 2013.
Jednodnevni događaj održan je 14. veljače 2013. godine kada su brojni ljudi u 196 zemalja svijeta izrazili svoje bijes, štrajkali, plesali i ustali prkoseći nepravdi koju žene trpe, zahtijevajući konačno okončanje nasilja nad ženama. Događaj je održan na 15. obljetnicu pokreta V-Day.
U Hrvatskoj se kampanja održala u Čakovcu, Karlovcu, Koprivnici, Kutini, Puli, Sisku, Splitu, Slavonskom Brodu, Šibeniku, Zadru i Zagrebu, a podržali su je predsjednik RH Ivo Josipović te brojne javne osobe, institucije i organizacije. U Zagrebu su žene plešući poručile da odbijaju pristati na status quo sve dok silovanje i kultura nasilja ne nestanu, a centralni događaj, protest plesom održao se u Paviljonu na Zrinjevcu i organizirali su ga Centar za ženske studije zajedno s Centrom za žene žrtve rata, Ženskom sobom, K-zonom, SOIH - Zajednicom saveza osoba s invaliditetom i UNDP Hrvatska.

### 2014.
Događaj nazvan Milijarda ustaje za pravdu, održan je u veljači 2014. Kampanja se usredotočila na pitanje pravde za sve žene koje su preživjele rodno nasilje i istaknula nekažnjivost koja živi na sjecištu siromaštva, rasizma, rata, uništavanja okoliša, kapitalizma, imperijalizma i patrijarhata. Bollywoodska superzvijezda Aamir Khan, koji se i prije bavio ovim problemima kroz svoju debitantsku TV emisiju Satyamev Jayate, dao je podršku kampanji Milijarda ustaje u New Delhiju. U Los Angelesu je održan niz događanja u znak prosvjeda protiv nasilja nad vojnikinjama i zarobljenicama. Sudjelovale su brojne poznate osobe, uključujući Jane Fonda, Anne Hathaway, Marisu Tomei i Dylana McDermotta.
Na Zrinjevcu u Zagrebu su se 14. 2. 2014. okupili građani i građanke i protestnim plesom upozorili na milijardu žena i djevojaka koje proživljavaju obiteljsko i/ili partnersko nasilje, dok počinitelji u cijelom svijetu ostaju nekažnjeni. Plesom i koreografijom Break the Chain plesali su protiv nasilja i za prava žena. Po završetku događanja u nebo su se puštali rižini lampioni.

### 2015.
Milijuni aktivistkinja i aktivista u preko 200 zemalja okupili su se na događanju Ustani za revoluciju, kako bi promijenili paradigmu, zahtijevali odgovornost, pravdu i sustavnu promjenu i kako bi pokazali da su odlučni stvoriti novu vrstu svijesti – onu u kojoj će se odupirati nasilju sve dok ono ne postane nezamislivo. U Italiji su se događanja odvijala u više od 100 gradova, a u Afganistanu su događanja organizirana u sve 34 provincije.
Kimberlé Crenshaw, istaknuta teoretičarka kritičke teorije rase i profesorica na Pravnom fakultetu UCLA i Pravnom fakultetu Sveučilišta Columbia, udružila se s Milijarda ustaje kako bi pomogla u osvještavanju o poteškoćama s kojima se susreću Afroamerikanke u školama u New Yorku i Bostonu. Ti problemi uključuju fenomen „iz škole u zatvor", stereotipe te nejednakosti u obrazloženjima i stopama suspenzija u usporedbi s bijelim djevojkama pa tako Afroamerikanke imaju 10 puta veću vjerojatnost suspenzije.
Kampanja se, po treći put, održala i u Hrvatskoj, u više gradova. Aktivistkinje su tražile ratificiranje Konvencije Vijeća Europe o sprečavanju i borbi protiv nasilja nad ženama i nasilja u obitelji – takozvane Istanbulske konvencije, koja je stupila je na snagu 1. 8. 2014. godine., a Republika Hrvatska ju je potpisala, ali ne i ratificirala. Na događanju, održanom 14. veljače 2015. godine na Cvjetnom trgu u Zagrebu, o važnosti ratifikacije ovog dokumenta govorio je i predsjednik Republike Hrvatske Ivo Josipović, pravobraniteljica za ravnopravnost spolova Višnja Ljubičić i zamjenica gradonačelnika Zagreba Sandra Švaljek.

### 2016.
Tema Revolucije (Rise for Revolution) nastavila se i 2016 godine, aktivistkinje i aktivisti su pozvani da se usredotoče na marginalizirane žene i da se nacionalni i međunarodni fokus stavi na njihova pitanja te su pozivali ljude da se dižu za druge, a ne samo za sebe. Događaji su se grupirali oko 14. veljače i unijeli su novu umjetničku energiju, te se i dalje fokusirali na isticanje i stvaranje hrabrih umjetničkih inicijativa koje odražavaju akcije u zajednicama. Tema Revolucije je omogućila kreativne i umjetničke izraze, multisektorsku uključenost i pružila jedinstven prostor za uključivanje ljudi iz svih sfera života.
„Ovogodišnja kampanja će kolektivne akcije aktivista diljem svijeta podići na novu razinu i pojačati doseg njihovog poziva na sustavne promjene na putu prema okončanju nasilja nad ženama i djecom jednom zauvijek", rekla je tada globalna direktorica OBR-a, Monique Wilson.
U Hrvatskoj se kampanja obilježila u dvadesetak gradova. Tema u Hrvatskoj bila je Žene s margine, a Rada Borić, koordinatorica tada je istaknula: „Posebno je važno ne zaboraviti da mnoge žene koje žive u zatvorskom sustavu, a koje su također dvostruko stigmatizirane kada su u zatvoru u odnosu na muškarce; također je važno govoriti i o prekarnome ženskom radu, o ženama koje su ili potplaćene ili seksualno uznemiravane na poslu, a još jedna tema koja nam je važna su žene izbjeglice na putu u sigurnu Europu”

### 2017.
Događaj je nosio temu Ustanimo u solidarnosti protiv izrabljivanja žena i djevojaka. U mnogim regijama svijeta, žene su zlostavljane na više načina, izrabljivane i ugnjetavanje. Jedan sloj su duboko ukorijenjene patrijarhalne strukture u društvu koje nastavljaju podređivati i tlačiti žene, te uvjetuju ili prisiljavaju žene na pokornost i pokoravanje. To stvara plodno tlo za dominaciju i kontrolu nad njima. Drugi sloj je izvoz siromašnih žena za rad kada imperijalističke i kapitalističke države globalno provode ekonomsku eksploataciju i stavljaju profit iznad ljudi. Uništavanje okoliša te komodifikacija i dehumanizacija ženskih tijela u službi profita najmaligniji je čin zlostavljanja i moći. To je posebno slučaj kada se eksploatacija vrši nad najmarginaliziranijim ženama – autohtonim ženama, transrodnim ženama, ženama migrantkinjama, radnicama, ženama bez državljanstva, urbanoj sirotinji i ženama sa sela. Milijarda ustaje 2017. bio je zahtjev da se okončaju svi oblici iskorištavanja žena i djevojaka.
U Zagrebu su se 14. 2. 2017. godine građanke i građani okupili na Trgu Europe kako bi upozorili na višestruko nasilje nad ženama s invaliditetom i pokazali solidarnost u borbi da se položaj žena s invaliditetom promijeni.

### 2018.
Tema solidarnosti ostala je u fokusu kampanje Milijarda ustaje 2018, s nazivom Ustanite, oduprite se, ujedinite se!. Najmarginaliziraniji – radnička klasa, manjine i žene na marginama u svakom dijelu svijeta, ponovno su predvodili ustanak uz poziv na još jaču globalnu solidarnost u borbi protiv svih oblika nasilja. Kampanja je uključivala zagovaranje prava žena, zaštitu i obranu autohtonih zemalja i prava autohtonih naroda, ustanak protiv fašizma i tiranije, diskriminacije i rasizma, pljačke i uništavanja okoliša, korporativne pohlepe, ekonomskog nasilja, siromaštva, državne brutalnosti i represije, ratova i militarizma.
10. veljače 2018. godine, na Cvjetnom trgu u Zagrebu organiziran je prosvjed Sluškinje ustaju za ratifikaciju Istanbulske konvencije kao dio globalne kampanje Milijarda ustaje protiv nasilja nad ženama. Simbolika distopijske knjige Sluškinjina priča autorice Margaret Atwood izabrana je kako bi se simbolički predočile posljedice ukidanja i nedostataka mehanizama zaštite nasilja nad ženama. Odore sluškinja koje su prosvjednice nosile, šivale su radnice Udruge Kamensko. Rada Borić, koordinatorica pokreta za Hrvatsku tada je rekla: „Ovdje smo danas zato što želimo da se ratificira Istanbulska konvencija, da se prestane s pričama o rodnim ideologijama. Istanbulska konvencija je okvir za poboljšanje statusa žena po pitanju nasilja nad ženama. Stekli su se svi uvjeti u Hrvatskoj da se ratificira Konvencija. Želimo poručiti Vladi i Saboru da nismo sluškinje i da nikada to nećemo niti biti". 
Hrvatski sabor je 13. travnja 2018. godine potvrdio Istanbulsku konvenciju sa 110 glasova za, dva suzdržana i 30 protiv te je predsjednica Republike Hrvatske Kolinde Grabar-Kitarović 24. svibnja 2018. godine potpisala ispravu o ratifikaciji Konvencije. Time je Hrvatska postala 31. država stranka ovog značajnog međunarodnog ugovora. Konvencija je stupila na snagu za Republiku Hrvatsku 1. listopada 2018. godine.

### 2019.
Imperativ kampanje 2019. godine, naziva Ustanimo: od kampanje do načina života, bio je proširiti razumijevanje opresije i eksploatacije žena u kontekstu kapitalizma, kolonizacije, rasizma, imperijalizma, uništavanja okoliša i rata. Da bi se nasilje nad ženama spriječilo, potrebno je prepoznati i povezivati nasilje u svim njegovim oblicima: uz fizičko, seksualno ili psihičko nasilje, tu su i sustavno ekonomsko, političkom i socio-kulturno nasilje. Kampanja je pozvala sve organizacije, institucije, osobe da se obavežu na otpor i solidarnost.
U Hrvatskoj je kampanja 2019. nosila naziv: Milijarda ustaje:#prekinimošutnju te je tako povezana s akcijom Prekinimo šutnju iz 2018. godine kada su stotine žena svjedočile o zlostavljanju u rodilištima. Upućena je poruka da žene imaju ustavno i zakonsko pravo na kvalitetnu zdravstvenu uslugu unutar sustava javnog zdravstva, zasnovanu na načelima humanosti, dostupnosti i suodlučivanja pacijentice. Od predsjednika Vlade RH i Hrvatskog sabora aktivistkinje su na Markovom trgu 14. veljače zatražile donošenje Akcijskog plana za zdravlje žena. Organizatorice su bile RODA – Roditelji u akciji, Centar za ženske studije, SOIH –  zajednica saveza osoba s invaliditetom Hrvatske,  Solidarna – zaklada za ljudska prava i solidarnost, CESI – centar za edukaciju i savjetovanje, Ženska soba, Status M, Bolja budućnost – udruga žena Romkinja Hrvatske.

### 2020.
Globalna kampanja 2020. imala je temu Podigni vibraciju, ustani za revoluciju. Usred rastuće plime nacionalizma, tiranije, mržnje i straha od imigranata, mizoginije, femicida, homofobije, transfobije, korporativne pohlepe i uništavanja okoliša, važno je ne birati cinizam, mržnju i podjele, već se poziva da otpor nasilju kroz podizanje vibracija kroz akciju, umjetnost, povezanost, maštu i ljubav.
Zagrebačko događanje održano je na Cvjetnom trgu, pod sloganima „I jedanput je nasilje" i „Pravosuđe ne štiti žene" na kojem se progovorilo o slučajevima nasilja i institucijama koje ne štite žene, a na početku skupa je više stotina prisutnih građana i građanki odalo je minutom šutnje počast 16-godišnjoj djevojčici ubijenoj dan ranije na Malom Lošinju. Skup su predvodile Maja Sever, Jelena Veljača i koordinatorica kampanje za Hrvatsku, Rada Borić, koja je tom prilikom naglasila sa su se : osim Zagreba kampanji pridružili i gradovi poput Pakraca, Osijeka, Bjelovara, Splita i Korčule. Kampanju u Zagrebu podržalo je i Povjerenstvo za ravnopravnost spolova Grada Zagreba. Svojim dolaskom ili javnim nastupom, akciju su podržale i brojne javne osobe i glazbeni sastavi.
U Osijeku su se 14. veljače 2020. u protestnom plesu u atriju Arheološkog muzeja, uz građanke i građane, djecu i učenike, pridružili i policijski službenici Policijske uprave osječko – baranjske i vatrogasci.

### 2021.
Tema 2021. godine bila je očuvanje planete i naziv kampanje Rising gardens kao kreativni prkosni poziv na oživljavanje, obnovu i preobrazbu, podsjećajući ovim suosjećajnim pozivom na pravdu da je jedna od najvećih nepravdi našeg vremena uništenje i iskorjenjivanje planete, paralelno s tekućim i eskalirajućim rodno utemeljenim nasiljem. Potrebno je poštovati i štititi Zemlju i žene kako bi postojao bilo kakav budući život.
U Hrvatskoj je Kampanja održana pod sloganom „Jače od potresa – Solidarno sa ženama s Banije“ U Zagrebu su 13. veljače brojni građani i građanke ostavili poklone za žene u Baniji. Centralno događanje održano je 14. veljače u Glini, a organizaorice su tom prilikom poručile: „Ove je godine Milijarda ustaje posvećena ženama koje su podnijele najveći teret borbe s koronavirusom, radnicama u zdravstvu, te onima koje su preživjele ekonomsko nasilje, a trpe nasilje i na radnom mjestu ili u obitelji, ali i ženama koje svakodnevno brinu o svojoj zajednici tako što pripremaju i dijele hranu, obilaze starije članove i beskućnike, pomažu izbjeglicama, podržavaju žene koje su preživjele nasilje. U ozračju pandemije na lokalnoj razini život je dodatno otežao potres od kojeg se Zagreb i nakon jedanaest mjeseci nije oporavio, a potres na Baniji pokazao je dugogodišnju nebrigu za ljude i okoliš. Ove godine kampanja je stoga posvećena ženama s Banije koje su preživjele i razoran potres te su izgubile su domove, poslove, domaće životinje, vrtove."

### 2022.
Ovogodišnja kampanja posvećena je borbi protiv nasilja koje uništava žene i naš planet. Aktivistkinje, umjetnice, žene iz svih dijelova svijeta, kao i muškarci koji su s njima u zajedničkoj borbi protiv nasilja, upozorit će zašto nasilje mora prestati. U razdoblju od 14. veljače pa do 22. travnja, Dana planeta Zemlje aktivistkinje i aktivisti će ponovo pokazati otpor, povezanost sa zajednicom i prirodom, kreativnost, tijela u protestu, bijesu, pokretu i plesu, drugarstvu i ljubavi.
- Zagreb 2022.
- Zagreb 2022.
- Zagreb 2022.
- Zagreb 2022.
- Zagreb 2022.

## Globalne koordinatorice
- Monique Wilson – direktorica
- Abha Bhaiya / Sangat Južnoazijska feministička mreža – Indija
- Amy Oyekunle – Nigerija
- Andres Naime – Meksiko
- Anne-Christine d'Adesky – Haiti
- Colani Hlatjwako – Svazilend
- Dianne Madray – Karibi: Sveta Lucija, Jamajka, Trinidad, Gvajana
- Fahima Hashim – Sudan
- Fartuun A. Adan – Somalija
- Iman Aoun – Palestina
- Isatou Touray – Gambija
- Dan Jasona – Peru
- Jessica Montoya – Santa Fe, Sjedinjene Američke Države
- Kamla Bhasin / Sangat Južnoazijska feministička mreža – Južna Azija
- Karabo Tshikube – Južna Afrika
- Khushi Kabir – Bangladeš
- Marsha Pamela Lopez Calderon – Srednja i Južna Amerika
- Marya Meyer – Miami, Sjedinjene Američke Države
- Nico Corradini – Italija
- Nyasha Sengayi – Zimbabve
- Rada Borić – Albanija, Bosna i Hercegovina, Bugarska, Hrvatska, Cipar, Grčka, Makedonija, Crna Gora, Rumunjska, Srbija i Slovenija[37]

## Vanjske poveznice
- Službena stranica
- Popis suradničkih organizacija
- Videoporuka s podrškom Roberta Redforda na web stranici novina The Guardian
- 24. rujna 2012. video intervju s Eve Ensler na Democracy Now!
- 14. veljače 2013. video intervju s Eve Ensler na Democracy Now!
- Milijarda ustaje protiv nasilja nad ženama, 2014. u Hrvatskoj (Ženska soba)
- Milijarda ustaje 2021., Hrvatska (Sigurno mjesto)